# Armée royale
La Armée royale ovvero il Regio esercito (الجيش الملكي‎, Armée royale, Ejército Real) è la componente delle Forze armate marocchine responsabile delle operazioni militari terrestri.

## Mezzi terrestri

### Carri armati
Carro M1A1SA Abrams. 222 M1A1 presi dai surplus dell'US Army ed aggiornati allo standard M1A1SA (Special Armour/Situational Awareness).

### Artiglieria
CAESAR Obice Semovente d'artiglieria ordinato in 36 unità